# Brasão de armas do Kiribati
O brasão de armas do Kiribati exibe uma fragata sobre um sol nascente num fundo vermelho entre listas onduladas azuis e brancas (simbólicas do Oceano Pacífico), e os 3 grupos de listas representam as Ilhas Gilbert, Phoenix e as Espórades Equatoriais. Os 17 raios de sol representam as 16 Ilhas Gilbert mais Banaba (antiga Ilha Oceânica). No listel sob o escudo está o lema em i-Kiribati Te Mauri Te Raoi Ao Te Tabomoa (Saúde, Paz e Prosperidade).
O brasão foi proposto em 1 de Maio de 1936 às então ilhas Britânicas Gilbert e Ellice e tornou-se oficial como brasão do Kiribati em 1979 juntamente com o lema.
O mesmo motivo figura na bandeira do Kiribati.